# 清初四大疑案
清初四大疑案是指四項民間流傳的滿清宮廷野史。

## 孝莊下嫁
據說，孝莊文皇后曾下嫁攝政王多爾袞。孝庄太后名为博尔济吉特·布木布泰，又名大玉儿，蒙古科尔沁部贝勒寨桑之次女。是清太宗皇太极的妃子，史称孝庄太后。在努尔哈赤时代，就已经定下了满蒙联姻的策略。早年孝庄的姑姑哲哲嫁给了皇太极做福晋，也就是后来的孝端文皇后，但是由于婚后很久也没有生育。于是皇太极又于天命十年二月，迎娶了孝端皇后的侄女布木布泰。只有十三岁的布木布泰，在她哥哥吴克善的伴送下来到后金，成为皇太极的侧福晋。《清宮十三朝秘史》、《清史演義》等虛構作品称孝庄年轻的时候皮肤如玉，貌美如花。被称为"玉妃"。

## 顺治出家
據說顺治帝非死於天花，而是因愛妃董鄂妃死去，傷心之下拋棄帝位，到五台山出家修行。

## 雍正夺位
据说康熙帝遺詔本為“傳位十四皇子”，被隆科多篡改為“傳位于四皇子”，使雍正帝得以篡位。但实际上是不可能的，一是因为“于”为“於”的简化字，而当时是用的繁体字，不可能轻易地将“十”字竄改為“於”字；二是因为清朝的历代帝王在传位诏书上除了写上一溜汉字，还要附上相应的满文，即使汉字侥幸能改掉，满文却无法相应更改。 

## 乾隆身世
雍正帝為皇子時，未有子嗣；於海寧陳世倌家收養一子，作為己出，即為日後乾隆帝。